# همه‌گیری

نمونه‌ای از اپیدمی که تعداد عفونت‌های جدید را در طول زمان نشان می‌دهد.

همه‌گیری یا اِپیدِمی (به فرانسوی: Épidémie) یا اِپیدِمیک (به انگلیسی: Epidemic) بروز بیش از حد یک بیماری یا عارضه در جمعیتی معین را گویند.
اپیدمی (از ریشهٔ یونانی ἐπί epi) شیوع سریع بیماری عفونی به تعداد زیادی از افراد در یک جمعیت خاص در یک دورهٔ زمانی کوتاه، معمولاً دو هفته یا کمتر است. به عنوان مثال، در عفونت‌های مننگوکوک، میزان ابتلا در بیش از ۱۵ مورد در ۱۰۰٬۰۰۰ نفر طی مدت دو هفتهٔ متوالی یک بیماری همه‌گیر محسوب می‌شود.
اپیدمی به هر بیماری قابل انتقال یا غیرقابل انتقال یا هر چیزی که سلامتی انسان و حیوانات را به خطر بیندازد، چنانچه موارد ابتلای آن بیش از حد انتظار باشد، گفته می‌شود. به عنوان مثال چون بیماری آبله به‌طور کلّی در دنیا ریشه‌کن شده اگر یک مورد بیمار مبتلا به آبله مشاهده گردد می‌گویند که اپیدمی آبله رخ داده‌است
یک مثال مناسب برای اپیدمی می‌تواند همه‌گیری کرونا ویروس یا کووید_۱۹ باشد

## وقوع همه‌گیری
بیماری‌های عفونی عموماً توسط عوامل مختلفی از جمله تغییر در محیط زیست جمعیت میزبان (به عنوان مثال افزایش استرس یا افزایش تراکم گونه‌های ناقل)، تغییر ژنتیکی در مخزن پاتوژن یا معرفی پاتوژن در حال ظهور به جمعیت میزبان (با حرکت پاتوژن یا میزبان). به‌طور کلی، یک بیماری همه گیر هنگامی اتفاق می‌افتد که ایمنی میزبان از پاتوژن مستقر یا پاتوژن جدید تازه ظهور ناگهان در زیر آنچه که در تعادل اندمی یافت می‌شود کاهش می‌یابد و آستانه انتقال از آن فراتر می‌رود.

## تعریف
همه‌گیری ممکن است به یک مکان محدود شود. با این وجود، اگر به سایر کشورها یا قاره‌ها سرایت کند و تعداد قابل توجهی از مردم را تحت تأثیر قرار دهد، ممکن است این بیماری دنیاگیر نامیده می‌شود. اعلام یک بیماری همه گیر معمولاً نیاز به درک درستی از میزان ابتدای بروز دارد. بیماری‌های همه گیر بیماری‌های خاص، مانند آنفولانزا، با افزایش مشخص شده در بروز بالاتر از این پایه تعریف شده‌است. چند مورد از یک بیماری بسیار نادر ممکن است به عنوان بیماری همه‌گیر طبقه‌بندی شود، در حالی که بسیاری از موارد یک بیماری شایع (مانند سرماخوردگی) چنین نیست.